# Zołotucha (obwód astrachański)
Zołotucha (ros. Золотуха) – wieś w Rosji, w obwodzie astrachańskim, w rejonie achtubińskim. W 2010 liczyła 1462 mieszkańców.